# Anopheles earlei
Anopheles earlei là một loài côn trùng nhỏ phân bố khắp Bắc Mỹ. Ấu trùng Anopheles earlei được tìm thấy ở các vùng nước trong và lạnh trong các hồ nước có thực vật sinh sống.